# Comuna Racovița, Vâlcea
Racovița este o comună în județul Vâlcea, Muntenia, România, formată din satele Balota, Blănoiu, Bradu-Clocotici, Copăceni, Gruiu Lupului, Racovița (reședința) și Tuțulești.

## Demografie
Componența etnică a comunei Racovița
     Români (64,37%)
     Romi (23,16%)
     Alte etnii (0,12%)
     Necunoscută (12,35%)
Componența confesională a comunei Racovița
     Ortodocși (86,46%)
     Alte religii (1,01%)
     Necunoscută (12,53%)
Conform recensământului efectuat în 2021, populația comunei Racovița se ridică la 1.684 de locuitori, în scădere față de recensământul anterior din 2011, când fuseseră înregistrați 1.822 de locuitori. Majoritatea locuitorilor sunt români (64,37%), cu o minoritate de romi (23,16%), iar pentru 12,35% nu se cunoaște apartenența etnică. Din punct de vedere confesional, majoritatea locuitorilor sunt ortodocși (86,46%), iar pentru 12,53% nu se cunoaște apartenența confesională.

## Politică și administrație
Comuna Racovița este administrată de un primar și un consiliu local compus din 11 consilieri. Primarul, Ion-Narcis Iliescu[*], de la Partidul Social Democrat, este în funcție din octombrie 2020. Începând cu alegerile locale din 2024, consiliul local are următoarea componență pe partide politice:
|  | Partid                    | Consilieri | Componența Consiliului | Componența Consiliului | Componența Consiliului | Componența Consiliului | Componența Consiliului | Componența Consiliului |
|  | ------------------------- | ---------- | ---------------------- | ---------------------- | ---------------------- | ---------------------- | ---------------------- | ---------------------- |
|  | Partidul Social Democrat  | 6          |                        |                        |                        |                        |                        |                        |
|  | Partidul Național Liberal | 3          |                        |                        |                        |                        |                        |                        |
|  | Forța Dreptei             | 2          |                        |                        |                        |                        |                        |                        |